# كوري بروكين
كوري بروكين (بالهولندية: Corry Brokken)‏‏ (3 ديسمبر 1932 - 2 يونيو 2016)، مغنية هولندية، اشتهرت بفوزها بمسابقة يوروفيجن للأغاني سنة 1957، وأول هولندية تفوز بها. اشتُهرت عالمياً بفترة خمسينات وستينات القرن العشرون.